# 온드르제이 첼루스트카
온드르제이 첼루스트카(체코어: Ondřej Čelůstka, 1989년 6월 18일 ~ )는 TFF 1. 리그 클럽 보드룸에서 수비수로 뛰고 있는 체코의 프로 축구 선수이다. 그는 체코 국가대표팀의 일원이며 2011년 UEFA U-21 축구 선수권 대회에서 U-21 국가대표팀을 대표했다.

## 구단 경력

### 트라브존스포르
2011년 7월 8일, 첼루스트카는 90만 유로의 이적료로 튀르키예의 트라브존스포르로 이적하여 5년 계약을 맺었다. 구단은 그에게 등번호 28번을 부여했다.
스타디오 주세페 메아차에서 열린 인터 밀란과의 경기에서, 첼루스트카는 트라브존스포르와의 2011-12년 UEFA 챔피언스리그 원정 경기에서 이 경기의 유일한 골을 기록했다.

#### 선덜랜드로의 임대
2013년 8월 12일, 첼루스트카는 잉글랜드 프리미어리그의 선덜랜드와 한 시즌 임대 계약을 맺었다. 그는 5일 후 스타디움 오브 라이트에서 프리미어리그 데뷔 전을 치렀는데, 풀럼과의 1-0 패배로 시즌을 시작하면서 마르턴 스테켈렌뷔르흐가 선방한 30야드에서 하프 발리슛을 터뜨렸다. 3월 2일, 웸블리 스타디움에서 열린 2014년 풋볼 리그 컵 결승전에서 선덜랜드가 맨체스터 시티에 3-1로 패하면서, 첼루스트카는 교체 선수로 사용되지 않았다.

### 뉘른베르크
2014년 8월 24일, 첼루스트카는 트라브존스포르에서 방출된 후 자유 이적으로 2. 분데스리가의 뉘른베르크에 입단했다.

### 스파르타 프라하
2020년 7월 31일, 첼루스트카는 안탈리아스포르에서 방출된 후 자유 이적으로 체코 1부 리그의 스파르타 프라하에 입단했다.

### 보드룸
2023년 7월 6일, 첼루스트카는 스파르타 프라하에서 방출된 후 자유 이적으로 TFF 1. 리그의 보드룸에 입단했다.

## 국가대표팀 경력
첼루스트카는 U-19부터 U-21까지 다양한 체코 청소년 축구팀을 대표했다. 2011년 UEFA U-21 축구 선수권 대회에서의 활약으로 그는 토너먼트의 팀에 이름을 올렸다. 2013년 11월 15일, 그는 캐나다와의 경기에서 3분만에 득점을 하여 2-0 승리를 거두며 체코 국가대표팀에 데뷔했다.